# بيل باري
بيل باري (بالإنجليزية: William Barry)‏ هو سياسي أسترالي، ولد في 30 يونيو 1899 في أستراليا، وتوفي في 21 ديسمبر 1972 في أستراليا. حزبياً، نشط في حزب العمال الأسترالي. وقد انتخب عضو الجمعية التشريعية فيكتوريا.